# Авария Ил-62 в Якутске
Авария Ил-62 в Якутске — авиационная авария, произошедшая в ночь на воскресенье 1 июля 1990 года в аэропорту Якутска. Авиалайнер Ил-62М Домодедовского ОАОпредприятия «Аэрофлот» завершал регулярный внутренний рейс SU-93 по маршруту Москва — Якутск, но при посадке в Якутском аэропорту лайнер выкатился за пределы ВПП и разрушился. Никто из находившихся на его борту 109 человек — 99 пассажиров и 10 членов экипажа, не погиб, были ранены 6 человек.

## Сведения о самолёте
Ил-62М с бортовым номером СССР-86456 (заводской — 2623717, серийный — 23-01) был выпущен Казанским авиазаводом 22 июня 1976 года и передан МГА СССР, которое 16 июля направило его в Шереметьевский авиаотряд Центрального управления международных воздушных сообщений. 30 августа 1982 года его перевели в Домодедовский авиаотряд Московского территориального управления гражданской авиации.

## Авария
30 июня 1990 года, в 12:37 МСК рейс 93 с 99 пассажирами и 10 членами экипажа вылетел из Московского аэропорта Домодедово, а рейс выполнял Ил-62М борт СССР-86456, летящий из Москвы в Якутск и в 12:37 МСК вылетел из аэропорта Домодедово. Всего на его борту находились 109 человек: 99 пассажиров (включая 5 детей) и 10 членов экипажа во главе с командиром (КВС) Ф. А. Фефеловым.
В 18:19 МСК (00:19 местного времени уже 1 июля) авиалайнер приземлился в аэропорту Якутска. При пробеге по ВПП КВС дал команду «Реверс», но бортинженер по ошибке случайно перевёл рычаги управления реверсом из положения «обратная тяга» в положение «прямая тяга», тем самым переведя двигатели № 1 и 4 на взлётный режим, при этом автоматика заблокировала спойлеры под углом 15°, и Ил-62 вновь начал разгоняться. То, что двигатели на взлётном режиме, экипаж поначалу не заметил, но увидев, что скорость не падает, а наоборот растёт, включил аварийное торможение, заблокировав тем самым колёса шасси (в нарушение РЛЭ), а затем только уменьшил режим на двигателях № 1 и 4, после чего попарно отключил все двигатели. К этому моменту самолёт уже разогнался до скорости 265—270 км/ч и находился в 655 метрах от конца полосы. В это же время на заклиненных колёсах начали лопаться шины. На скорости 200 км/ч самолёт выкатился на грунт, проехал концевую полосу безопасности и на удалении 397 метров от неё врезался в препятствия и разрушился.
В результате происшествия у самолёта были сломаны все три стойки шасси, фюзеляж разломился в трёх местах в районах 10—12, 30—36 и 69—71 шпангоутов. Один пассажир и один член экипажа получили серьёзные телесные повреждения, три члена экипажа и один пассажир — незначительные.

## Причины
Авиационное происшествие с самолетом Ил-62М № 86456 явилось следствием следующих отклонений в действиях экипажа:
- ошибки бортинженера при управлении двигателями и спойлерами в процессе посадки, приведшие к непреднамеренному и неожиданному включению прямой взлётной тяги 1 и 4 двигателей вместо обратной, что привело к разгону самолёта после посадки, заблокировало выпуск спойлеров и снизило эффективность применения основной тормозной системы;
- неорганизованность экипажа при локализации последствий ошибочных действий бортинженера.

Указанные отклонения в действиях экипажа вызваны сочетанием следующих факторов:
1. Большая речевая загрузка экипажа при выполнении посадки, регламентированная действующей «Инструкцией о взаимодействии и технологией работы членов экипажа самолёта Ил-62М, Ил-62» от 12.02.82.
2. Недостаточные профессиональные навыки у бортинженера по управлению РУР и РУД при включении реверса и несработанность КВС и бортинженера.
3. Невыполнение командно-летным составом ДПО рекомендаций МГА СССР от 24.08.87 по формированию экипажей с учетом психофизиологической и социально-психологической совместимости, а также указания МГА СССР от 16.05.86 № 310/У в части отработки действий экипажа в особых случаях полёта в аэродромных условиях.— 